# 拷問台

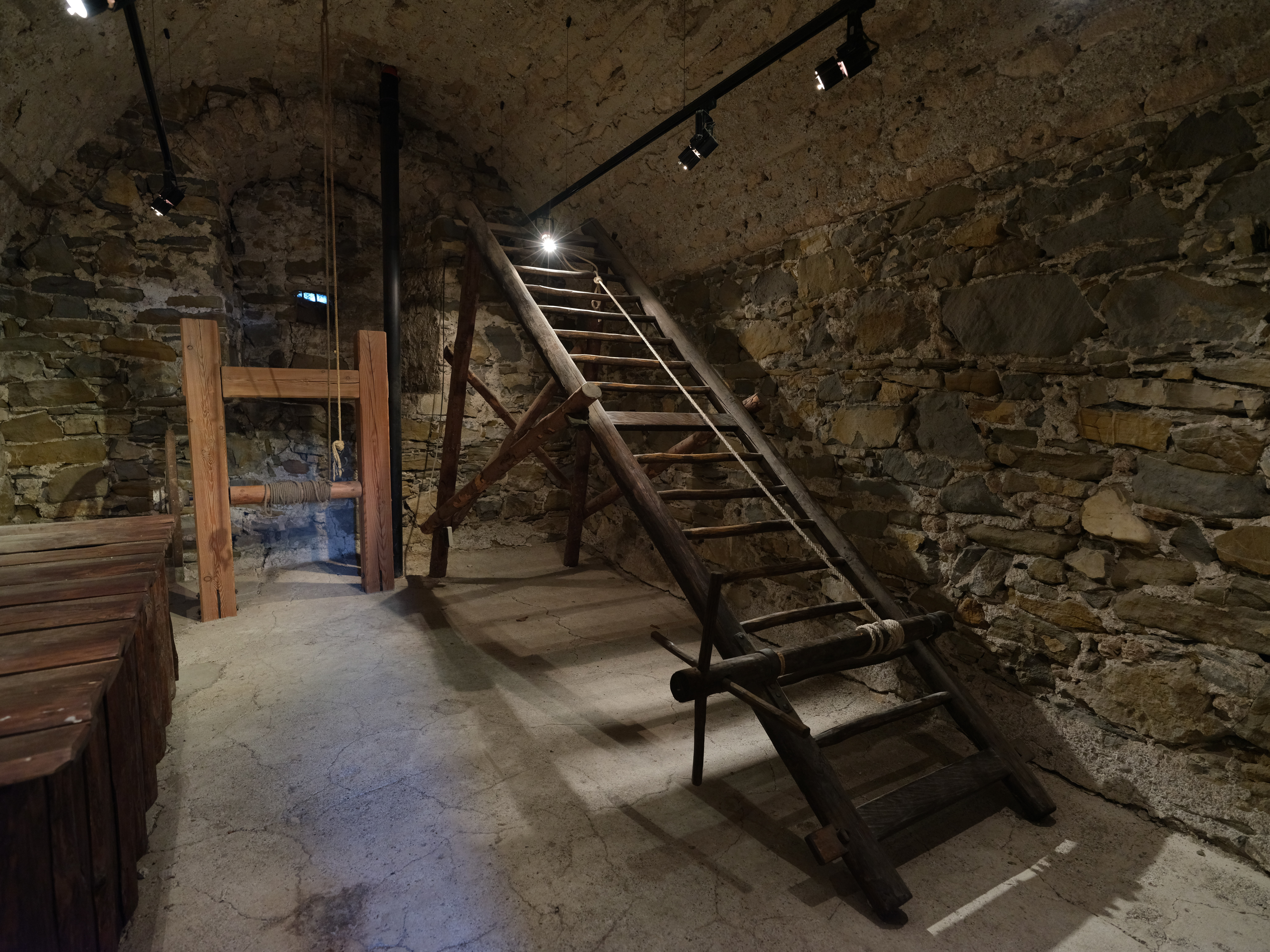
オーストリアのRothschildschloss城の拷問台

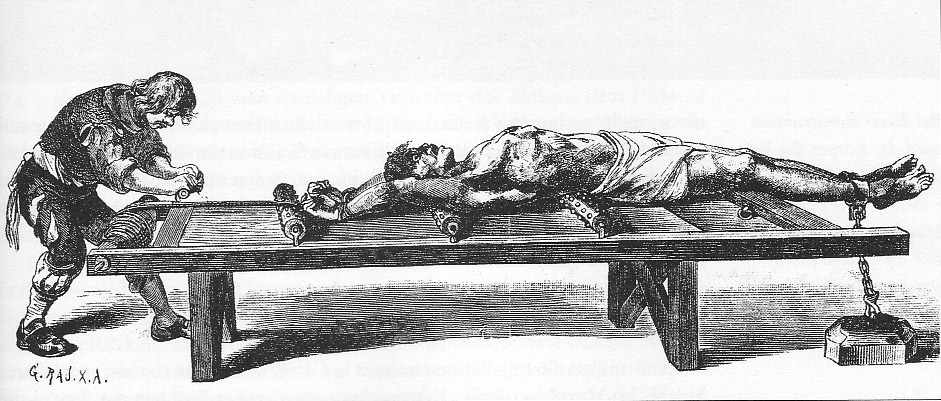
拷問台の使用例。ここでは足首を固定した上で腕側の縄をローラーで巻き取ることによって、相手の身体を引き伸ばしている。

拷問台（ごうもんだい）またはラック（rack）は、古代より用いられていた拷問器具の一種で、特に中世から近世にかけてイングランドで用いられたものが知られている（「エクセター公の娘」）。人一人を寝かせられる長方形の大きさで、通常は木製のフレームを地面から少し浮かせた構造をしており、一方または両端にローラーがついていた。原語の "rack" は、棚（ラック）の意。使用方法は、片方のローラーに拷問を受ける者の足首を結び付け、また一方のローラーには手首を鎖でつなぐ。尋問の進展により、拷問官は上部のローラーに取り付けられたハンドルを回し、すると鎖が巻き取られ非常にゆっくりと対象は引っ張られていく（ラチェット機構により逆回転はしない）。その結果、相手の肩、腰、膝、肘への負担が徐々に高まり、耐え難い苦痛を与える。また、滑車やレバーを使うことで力をこめずローラーを回転させることも可能であり、時に関節部に脱臼を引き起こすほどの負担を縄にかけられる。
拷問台が対象に与える恐怖の1つは、靭帯が切れたり、骨が折れたりする音が聞こえることであった。また、拷問台に掛けられている者を見せることで恐怖を与え、尋問することも有用であった。拷問台に固定した状態で他の拷問を加えることも可能であり、通常、側面を熱い松明やろうそくで焙ったり、特別なペンチを用いて手足の爪を剥いだり、赤熱させた石炭を足の指に挟み動かすなどがあった。通常、肘・膝・手首・足首は脱臼し、時に肩や腰部が裂かれる。

## 使用例

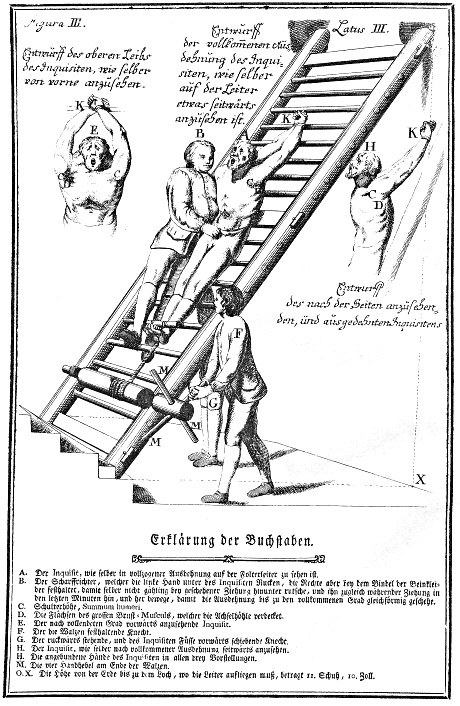
使用が認められていない司法機関が真相究明のために用いるかもしれない拷問。テレジアナ法典（1768年）より。

### 古代の例
拷問台は古代からあり、どの文明が発祥かも正確には不明だが、現在にわかる最古の例は古代ギリシャである。ギリシャ人はその初期において奴隷や非市民を拷問する手段として用いていたと考えられており、後には紀元前356年にアルテミス神殿に放火し、焼失させたヘロストラトスに自白させるために用いた特殊な例もあった。アッリアノスの『アレクサンドロス東征記』では、紀元前328年にアレキサンダー大王が、自分への暗殺を企てた人物と、その師である宮廷歴史家のカリステネスを拷問台に掛けたと記されている。
タキトゥスによれば、皇帝ネロの暗殺が企てられた紀元65年のピソの陰謀において、仲間の名前を吐かせようと、計画者の一人、自由民の女性エピカリスが拷問台に掛けられたという。彼女は口を割らず、翌日に椅子に乗せられて（四肢がすべて脱臼していたため立つことができなかった）再び拷問台に連れていかれる途中で椅子の背についていたわっか状の紐で自分の首を絞め自害したという。
拷問台はサラゴサのヴィセンテ（紀元304年）など初期のキリスト教徒にも用いられ、テルトゥリアヌス教会とヒエロニムス（紀元420年）によって言及されている。

### イギリス（イングランド）
イギリス（イングランド）に始めて拷問台が登場したのは、ロンドン塔管理長官であった第2代エクセター公ジョン・ホランドが1447年に導入したのが始まりと言われている。このため、拷問台は「エクセター公の娘（the Duke of Exeter's daughter）」という愛称で知られた。
リンカンシャーの騎士ウィリアム・アスキュー卿の娘で、プロテスタントの殉教者アン・アスキューは、1546年（25歳没）に火炙り刑にされる前に拷問台による拷問を受けた。彼女は聖書を研究し、詩の暗唱でも知られていた。そして、処刑まで自分の信念を貫いたと考えられている。拷問台によって身体に障害を受けた彼女は、椅子に乗せられて火炙りの処刑台に送られたという。彼女が非難された理由は、（1）女性が聖書について語ることは許されない（大司教）、（2）聖餐式（聖体祭儀）が文字通りのキリストの肉、血、骨であることを公言しない（ウィンチェスター司教）、であった。イングランドの宗教改革はこの10年前から始まっていたにもかかわらずである。
カトリックの殉教者・聖ニコラス・オーウェンは、聖職者の巣穴（カトリック司祭を匿った隠し部屋）の建築で有名な人物であったが、1606年にロンドン塔において拷問台に掛けられ獄死した。また、1605年の火薬陰謀事件に加担したガイ・フォークスも、拷問を許可した王室の令状が残っていることから、拷問台に掛けられたとみなされている。ただし、この令状では最初は「軽度の拷問」とし、それでも自白しない場合に、拷問台の使用許可を与えるというものであった。
1615年、大逆罪に問われたエドモンド・ピーチャムという聖職者が拷問台に掛けられている。
1628年、枢密院で、初代バッキンガム公ジョージ・ヴィリアーズを暗殺したジョン・フェルトンに対して、拷問台を施すという提案がなされ、その合法性が問題視された。裁判官たちは提案に抵抗し、全会一致で拷問台の使用はイングランド法に反すると宣言した。この前年、チャールズ1世はアイルランド法廷においてカトリックの司祭に拷問台を用いることを許可していた。このため、これがアイルランドにおける最後の拷問台の使用例と見られている。
1679年に尊敬されている治安判事エドモンド・ベリー・ゴッドフリー卿の殺害容疑で取り調べを受けた銀細工師マイルズ・プランスは、少なくとも拷問台に掛けるという脅しを受けていた。

### ロシア

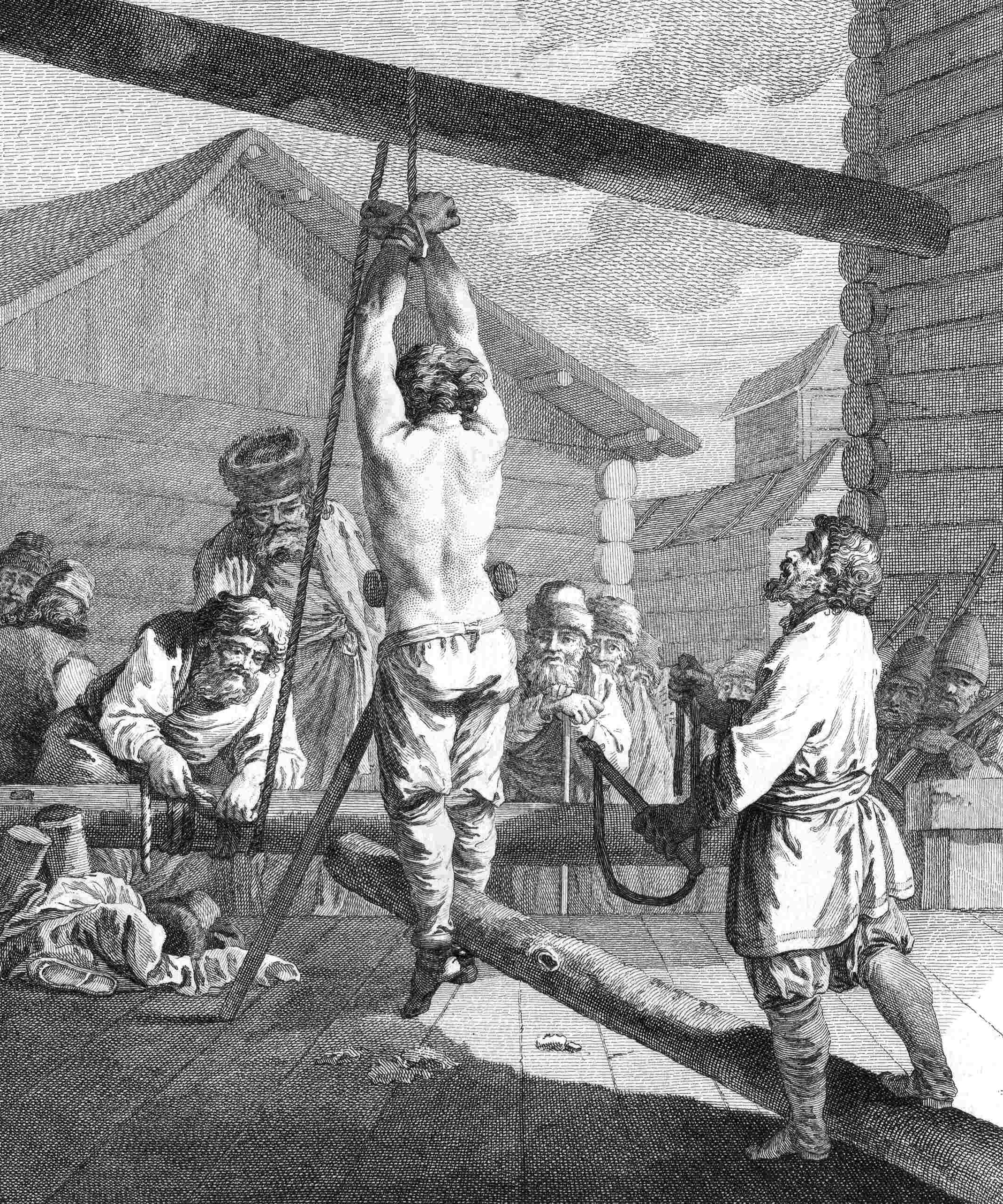
ナウトゥ（ロシアの刑罰用の鞭）でむち打ちの刑を受ける男

18世紀までロシアで用いられていた拷問台（дыба, dyba）は、対象を吊るす絞首台のような装置であった。吊るされた犠牲者はナウトゥ（ロシアの刑罰で用いられた革の鞭）で打たれ、時に松明の火で焙られた。